# Ibis (Ovide)
Pour les articles homonymes, voir Ibis.
L’Ibis, ou Contre Ibis, est un libelle du poète latin Ovide, écrit durant ses années d’exil à Tomis sur les bords de la mer Noire. C’est « un flot continu d'insultes graves mais érudites », dans la veine du poème de même titre de l’auteur alexandrin Callimaque.

## Sujet du poème
« L’Ibis d’Ovide, pièce artificielle et de circonstance, n'est guère agréable à lire ; mais elle reste intéressante en ce qu'entre autres, elle montre la propension de l'écrivain à évoluer sur plusieurs plans de réalité à la fois. Le poème exprime trois façons différentes de réagir à un même outrage ; le premier est ce qu'on pourrait appeler le mode réaliste, le second le mode romantique, et le troisième le mode grotesque. »

— Hermann Fränkel, Ovid: A Poet between Two Worlds
La victime de cette agression verbale reste une énigme : le poète n'y fait référence que sous le pseudonyme d'« Ibis », et il n'y a pas d'unanimité quant à la cible contre laquelle le poète a craché son fiel. Ce pourrait être Titus Labienus, Caninius Rebilus, ou même l'ami de jeunesse d'Ovide, Sabinus, mais le portrait extravagant d'Ibis paraît composite.
Puisant dans le savoir encyclopédique dont il avait fait montre dans les Métamorphoses et ses autres œuvres, Ovide menace son ennemi de « toutes sortes de destins cruels et d'ailleurs incompatibles » qui ont accablé divers personnages mythologiques et historiques. Il déclare que même s'il doit mourir en exil, son fantôme se lèvera pour déchirer les chairs d’Ibis.

## Composition et style
Ce poème de 644 vers, comme toutes les œuvres d'Ovide parvenues jusqu'à nous, à l'exception des Métamorphoses, est écrit en distiques élégiaques. C'est là un exemple inhabituel, quoique non isolé dans la poésie de l'Antiquité, d’emploi du vers élégiaque dans le blâme et l'invective (plutôt que le sénaire iambique ou l’hendécasyllabe). Le caractère incantatoire des malédictions de l’Ibis a parfois été rapproché du style qu'on trouve dans les tablettes de défixion , bien que les expressions d'Ovide soient d'une toute autre tenue littéraire.

## Postérité
L’Ibis a suscité un grand nombre de gloses, et il était très diffusé et cité parmi les lettrés de la Renaissance. Dans sa traduction annotée (1577), Thomas Underdown voit dans l’Ibis un répertoire de « toutes les perversions châtiées, de toutes les insultes réparées, de tous les méfaits vengés ». Un traducteur anglais a remarqué que « l'annotation de toutes les allusions contenues dans ce court poème ferait un petit livre. »

### Éditions
L’editio princeps des œuvres complètes d'Ovide, y compris l’Ibis, a été publiée en Italie en 1471.
- Jacques André, Contre Ibis, Paris, Les Belles Lettres, coll. « des universités de France », 1963
- Texte latin établi par R. Merkel et R. Ehwald
- Traduction de M. Nisard (1838)

### Études
- Ettore Paratore, Storia della letteratura latina, Florence, éd. Sansoni, 1968, p. 765, 770-771, 861, 860-861, 959-960.